# Marynowo (Ostróda)
Marynowo (deutsch Marienhof) ist ein Ort in der polnischen Woiwodschaft Ermland-Masuren. Er gehört zur Gmina Ostróda (Landgemeinde Osterode in Ostpreußen) im Powiat Ostródzki (Kreis Osterode in Ostpreußen).

## Geographische Lage
Marynowo liegt im Westen der Woiwodschaft Ermland-Masuren, 14 Kilometer südwestlich der Kreisstadt Ostróda (deutsch Osterode in Ostpreußen).

## Geschichte
Marienhof wurde 1855 als ein Vorwerk zum Gut  Balzen (polnisch Bałcyny) gegründet und war bis 1945 ein Wohnplatz in der Gemeinde Balzen im Kreis Osterode in Ostpreußen.
Mit dem gesamten südlichen Ostpreußen kam Marienhof 1945 in Kriegsfolge zu Polen und erhielt die polnische Namensform „Marynowo“. Heute ist der kleine Ort eine Ortschaft im Verbund der Landgemeinden Ostróda (Osterode i. Ostpr.) im Powiat Ostródzki (Kreis Osterode in Ostpreußen), bis 1998 der Woiwodschaft Olsztyn, seither der Woiwodschaft Ermland-Masuren zugehörig.

## Kirche
Bis 1945 war Marienhof in die evangelische Kirche Leip (polnisch Lipowo) in der Kirchenprovinz Ostpreußen der Kirche der  Altpreußischen Union, außerdem in die römisch-katholische Kirche Marienfelde (polnisch Glaznoty) eingepfarrt. Heute gehört Marynowo zur evangelisch-methodistischen Kirche in Lipowo bzw. zur evangelisch-augsburgischen Kirche in Ostróda, und auch zur katholischen Pfarrei in Glaznoty im Erzbistum Ermland.

## Verkehr
Marynowo liegt an der Kreisstraße (polnisch Droga powiatowa, DP) 1233N, die von Wirwajdy (Warweiden) bis nach Wygoda (Ruhwalde) führt. Von Bałcyny (Balzen) nach Marynowo besteht eine Landwegverbindung. 